# Francisco Acebal
Francisco López Acebal (Gijón, 5 de abril de 1866-Madrid, 5 de septiembre de 1933) fue un escritor y periodista español.

## Biografía
Nacido el 5 de abril de 1866 en la ciudad asturiana de Gijón, inició sus estudios en el Instituto Jovellanos de su villa natal y los prosiguió con los Escolapios de Madrid. Se licenció en Leyes por la Universidad Central. 

Aunque ya había empezado su carrera literaria a los trece años en el diario gijonés El Comercio, su primer éxito literario lo alcanzó en 1900, cuando ganó con su novela corta Aires de mar el primer premio de un concurso de la revista Blanco y Negro, en cuyo jurado estaban José Echegaray, Benito Pérez Galdós y José Ortega Munilla. Desde esa fecha colaboró en los mejores periódicos y revistas de España (Blanco y Negro, Helios, Hojas Selectas, ABC, La Ilustración Española y Americana, etc.) e Hispanoamérica (Diario de la Marina de La Habana y La Nación de Buenos Aires). 

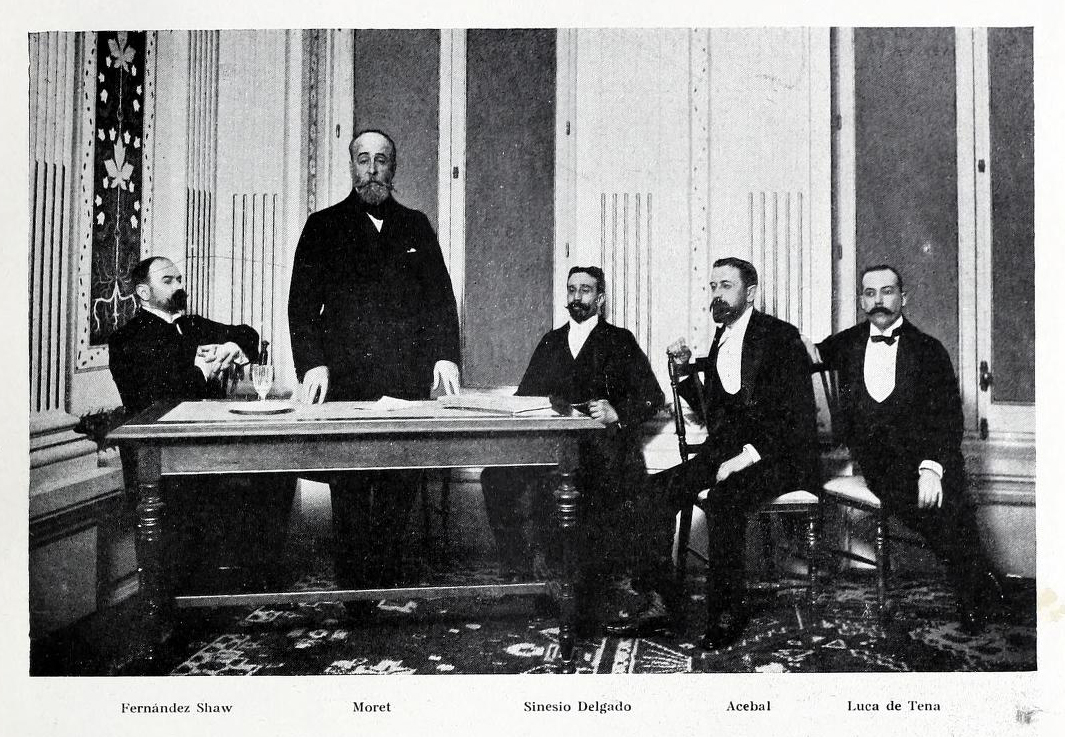
Velada literaria en «Blanco y Negro»: Fernández Shaw, Moret, Sinesio Delgado, Acebal y Luca de Tena (7 de febrero de 1901)

Simpatizante del krausismo, fundó en 1901 y dirigió después La Lectura. Revista de Ciencias y de Artes  (1901-1920), la revista intelectual más prestigiosa de su época, desde cuyas páginas promocionó a los autores de la generación del 98 y a cuya sombra aparecieron después dos colecciones de libros famosos: Pedagogía Moderna y Clásicos Castellanos, asociadas a las ideas de la Institución Libre de Enseñanza y al Centro de Estudios Históricos respectivamente. Colaboró estrechamente en estos proyectos con Julián Juderías, Domingo Barnés Salinas y otros. 

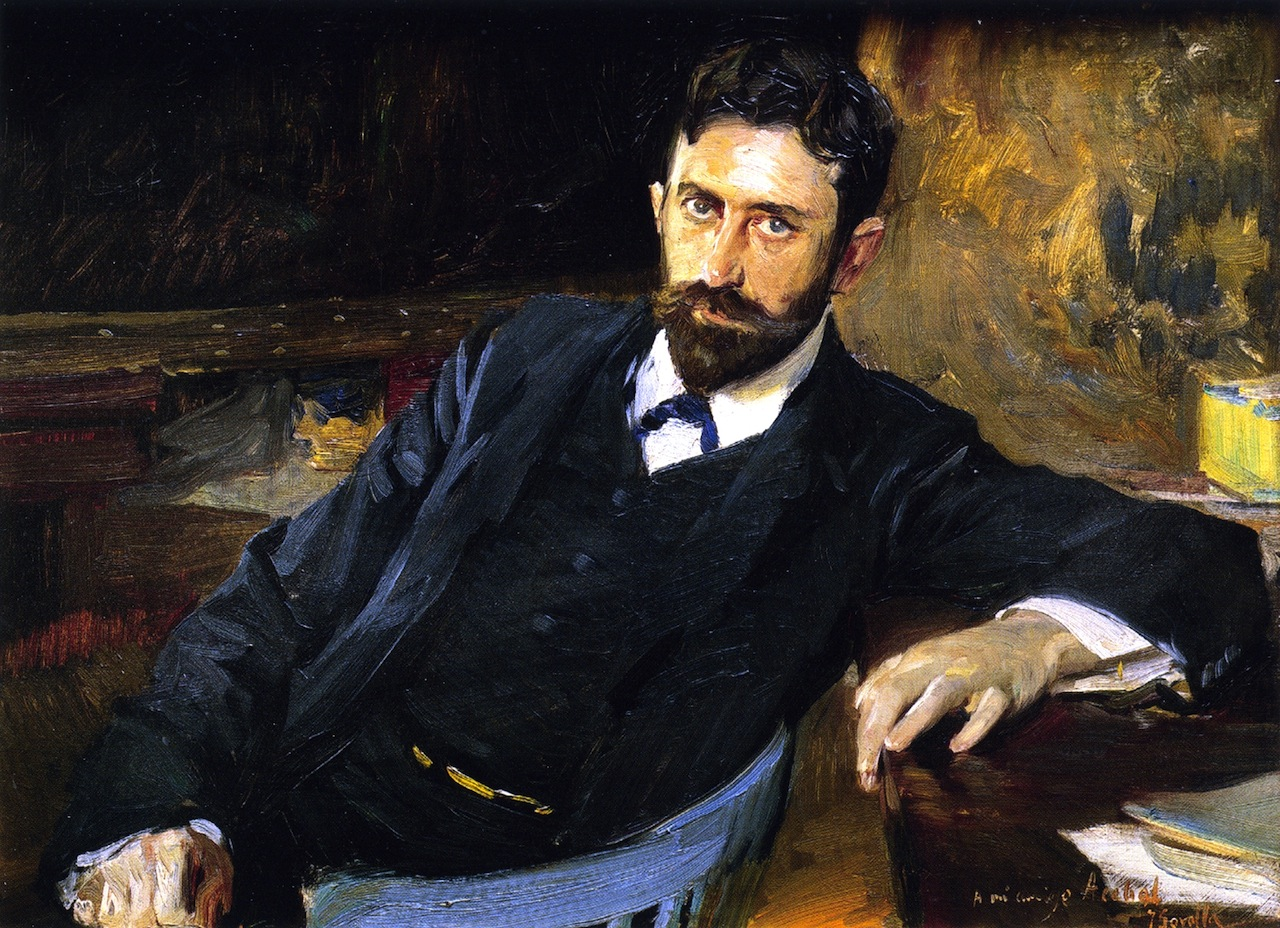
Retratado por Sorolla (1908)

Fue nombrado en 1907 vicesecretario de la Junta para Ampliación de Estudios e Investigaciones Científicas, donde ayudó a su secretario José Castillejo a formar a nuevas generaciones de científicos.
En su teatro se hacen patentes las influencias de Benito Pérez Galdós y de la comedia de Jacinto Benavente; adaptó a la fórmula dramática algunas novelas del primero, como El amigo Manso, muy celebrada en su estreno en el teatro Odeón el 20 de noviembre de 1917, o Misericordia. Más importante es su narrativa, de un cuidado lenguaje, con novelas que han sido traducidas al inglés (Dolorosa, por ejemplo, de 1904), francés, portugués y holandés. Dejó bastante obra inédita.
Falleció en Madrid el 5 de septiembre de 1933.

## Obras

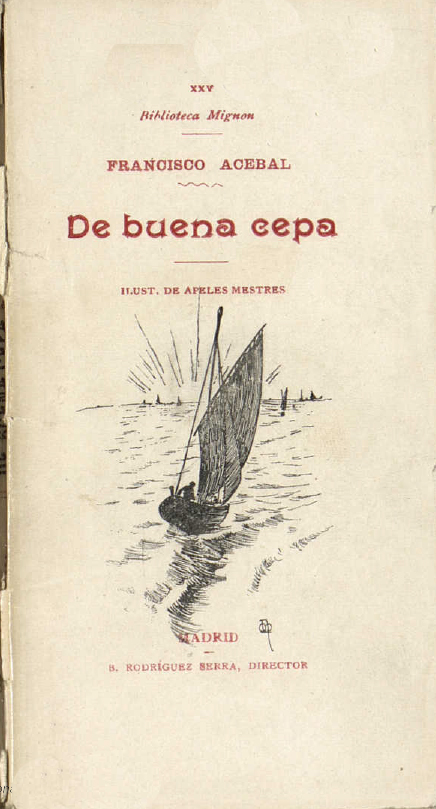
De buena cepa (1900). Portada de Apeles Mestres.

### Novelas
- De buena cepa Madrid, 1902 (A. Marzo).[1]
- Dolorosa, Madrid: Librería General de Victoriano Suárez, 1904. Reimpresa en Oviedo: Real Instituto de Estudios Asturianos, 1999, con introducción de José María Roca Franquesa.
- Frente a frente, 1905.
- El Calvario (Novela de costumbres contemporáneas), Barcelona: Montaner y Simón, 1905.

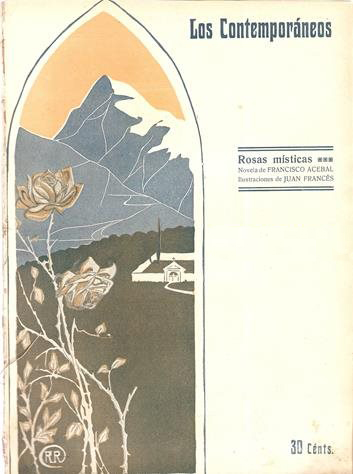
Rosas místicas (1909). Portada de Romero Calvet.

### Narrativa corta
- Huella de almas, Madrid, Biblioteca de La Lectura, 1901.[2]
- De mi rincón, Salamanca, 1902.
- Penumbra, Madrid: Prensa Gráfica, 1924.
- Rosas místicas, Madrid: Los Contemporáneos, 1909.

### Teatro
- Nunca, Madrid, 1905 (Tipografía de la Revista de Archivos), comedia.
- A la moderna, Madrid: Renacimiento, 1914, comedia en dos actos.
- Los antepasados Madrid, 1920 (Tip. de la Revista de Archivos)
- Misericordia
- Un buen querer
- Ráfagas de pasión. Madrid: Los Contemporáneos, 1925. Comedia.
- Muñecos de barro.
- El amigo manso. Adaptación escénica en tres actos de la novela del mismo título de Pérez Galdós Madrid, 1917.